# Hebdomadář
Hebdomadář (latinsky hebdomadarius) je člověk pověřený určitou službou vždy na období jednoho týdne.
Jako hebdomadář nebo také septimanář se přinejmenším od 6. století označuje zejména mnich nebo kanovník, který řídí průběh denní modlitby církve, zahajuje její jednotlivé modlitby, ukončuje je závěrečnou modlitbou a požehnáním a v klášteře také slouží konventní mše. Pro každý týden určí hebdomadáře příslušný klášterní či kapitulní představený.